# 火爐監獄

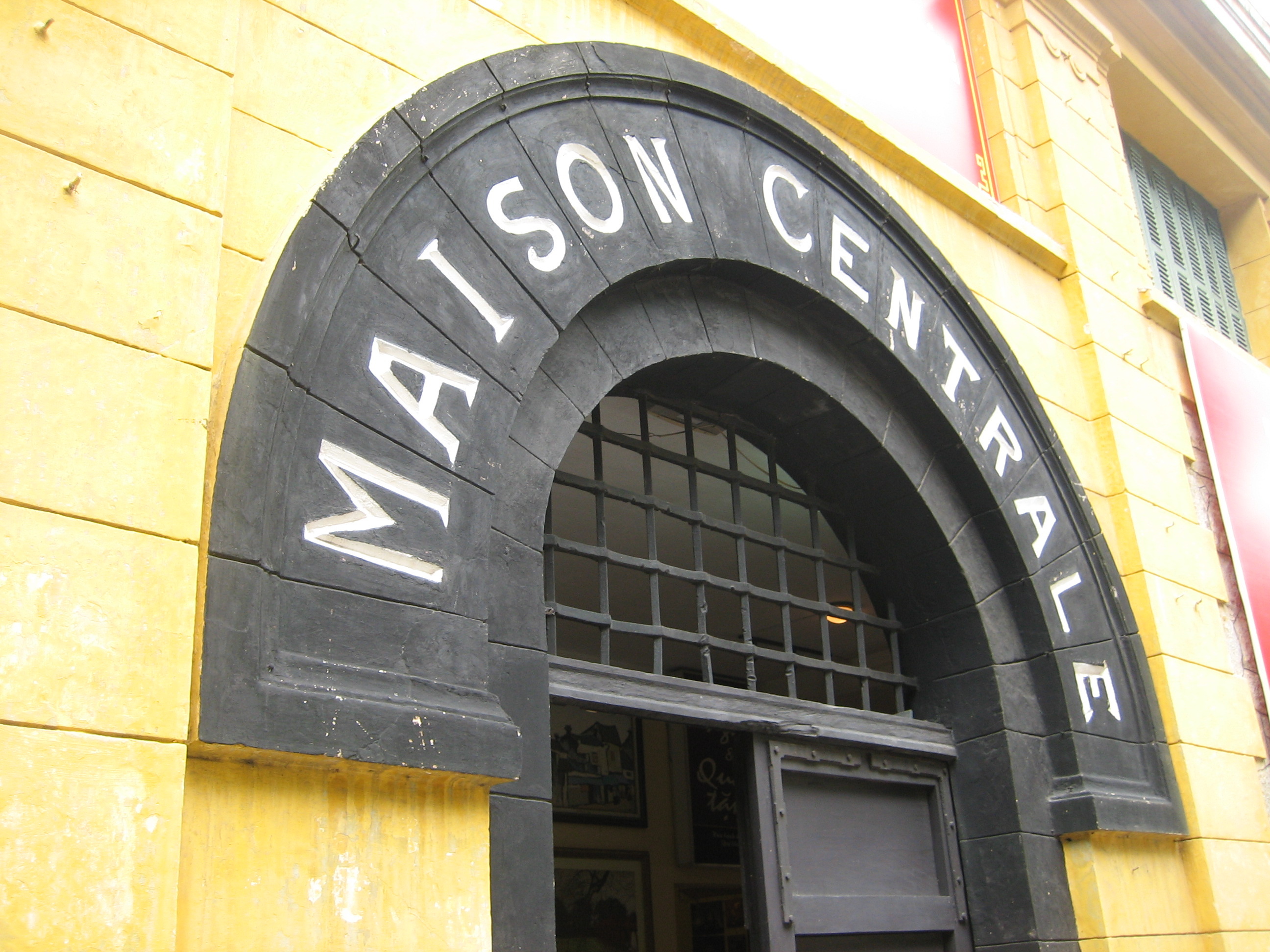

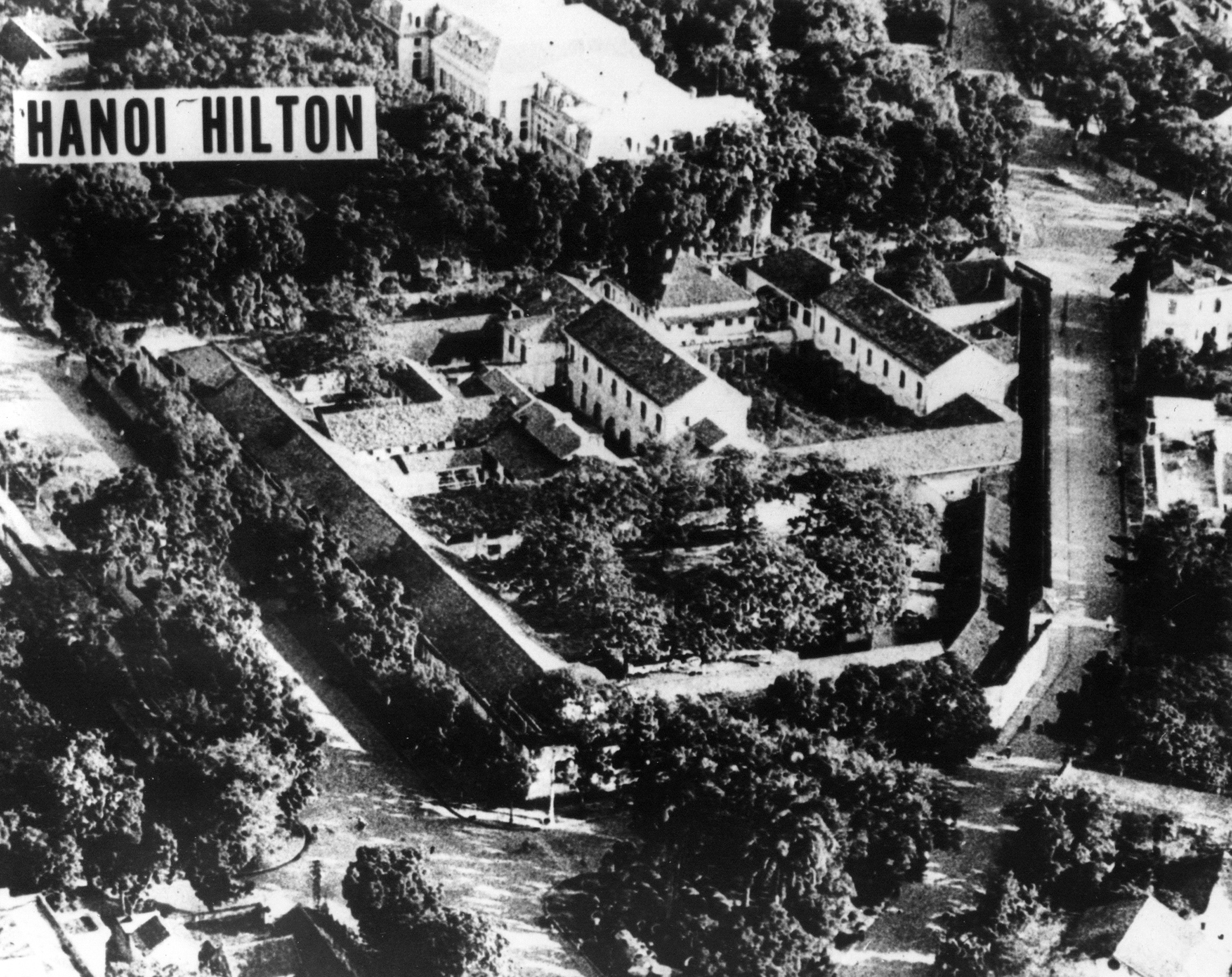
1970年的河內希爾頓高空照片。

21°1′31″N 105°50′47″E / 21.02528°N 105.84639°E
火爐監獄是河內一座已關閉的監獄，由法國殖民政府建造以關押政治犯，其後於越南战争期間被北越用作關押戰俘。1993年改為博物館。

## 歷史
火爐監獄是法國人於1896年所興建的監獄，名為「Maison Centrale」，時稱「河內火爐」（越南语：／）。當地人稱之為「火爐」，因此地原是製作陶瓷的窯爐的村落。這是法國人在北越所興建的最大監獄，當時反法殖民的重大政治犯，都被關在這裡凌虐、拷問。然而，被關在這裡的異議分子，卻也得以互通聲思，更加堅定國族主義的信仰，其中有些人鍥而不捨地挖通地道逃出監獄，再度加入反法陣營，成為日後獨立建國的重要人物。
1945年北越建國後，火爐監獄成為國家監獄，收容重大罪犯。1963年南北越戰爆發，當時美國空軍全力轟炸北越，部分轟炸機被擊落，飞行员就被監禁於此，其中最知名的包括美國首任駐越南代表彼得·彼德森，以及當時是美國海軍飛行員、後於2008年成為共和黨總統候選人的约翰·麦凯恩。而在1975年兩越統一後，此監獄被改作再教育營，以關押與前南越政府有關人士。因為越共也是以多種非人道刑法對付戰犯，恐怖的名聲令美軍為它取了個「河內希爾頓」的名號，1987年有部荷李活越戰電影便以「河內希爾頓」為名，描述被關在這裡的美國大兵故事，也因此「河內希爾頓」幾乎成了這監獄的代名詞。
1993年火爐監獄被改建成河內塔辦公大樓，只留下東南角約原址1/3大小的地方保留為監獄博物館。現博物館裡製作了許多模型和圖片，主要用以展示模擬法國占領時政治犯所遭受的殘忍待遇。至於對待美軍的部分，多半強調被俘美軍在此受到良好待遇。

## 延伸閱讀
- Coram, Robert. American Patriot : The Life and Wars Of Colonel Bud Day. Little, Brown and Company, ©2007. ISBN 0-316-75847-7, ISBN 978-0-316-75847-5
- Denton, Jeremiah A; Brandt, Ed. When Hell Was In Session. Readers Digest Press, distributed by Crowell, 1976. ISBN 0-88349-112-5, ISBN 978-0-88349-112-6 0935280006 9780935280005
- Lenzi, Iola. . Singapore: Archipelago Press. 2004: 200 pages. ISBN 981-4068-96-9.
- McDaniel, Eugene B. Scars and Stripes. Harvest House Publishers, May 1980. ISBN 0-89081-231-4

## 外部連結
维基共享资源上的相關多媒體資源：火爐監獄